# Butterblumenbaum
Der Butterblumenbaum (Cochlospermum vitifolium), auch Hahnenfussbaum oder Wilde Baumwolle genannt, ist eine Pflanzenart aus der Gattung Schneckensamenbäume (Cochlospermum) innerhalb der Familie der Annattogewächse (Bixaceae). Er wird in den gesamten Tropen als Zierpflanze verwendet.

## Beschreibung, Phänologie und Ökologie

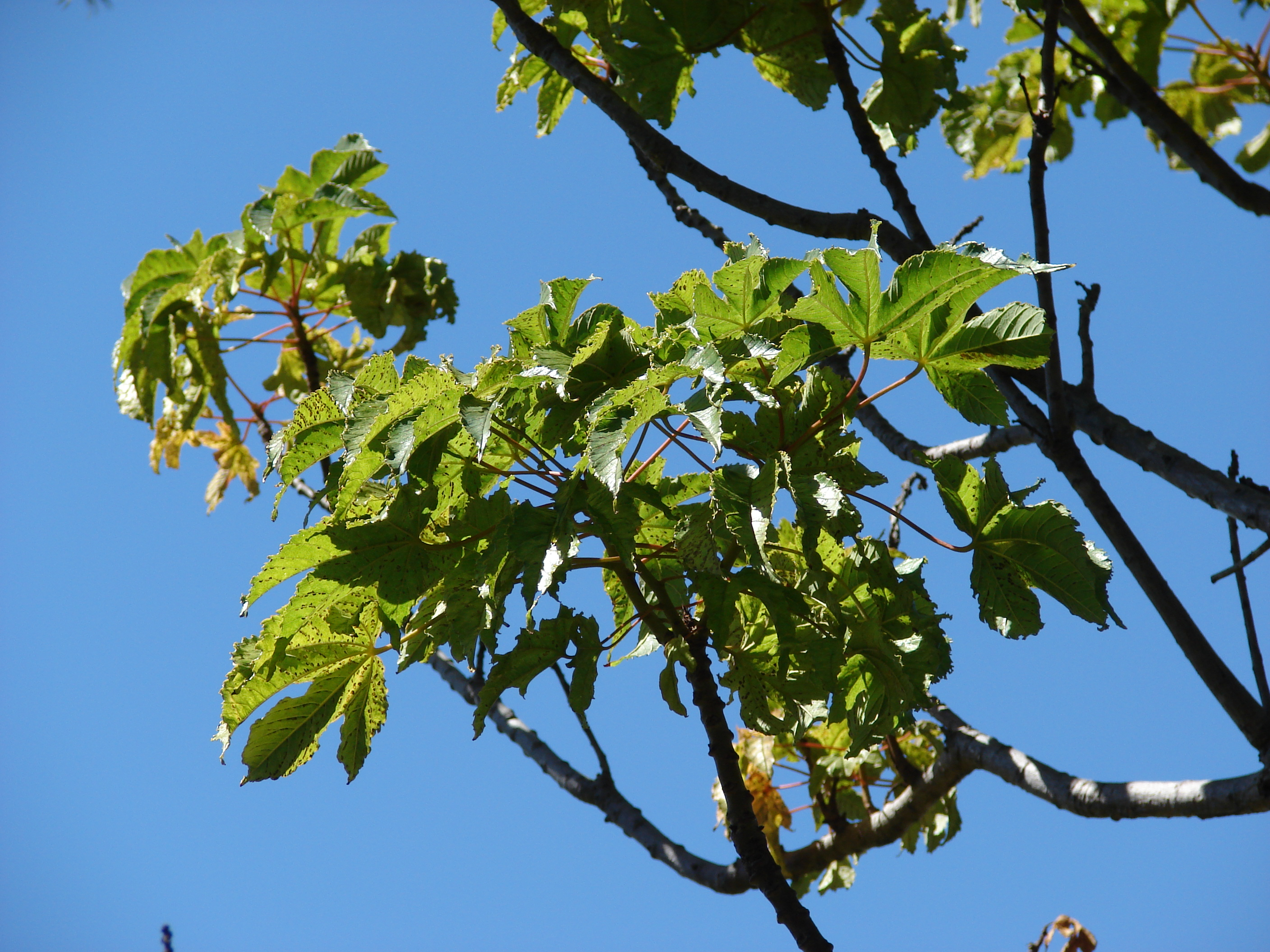
Äste mit gestielten handförmig gelappten Laubblättern

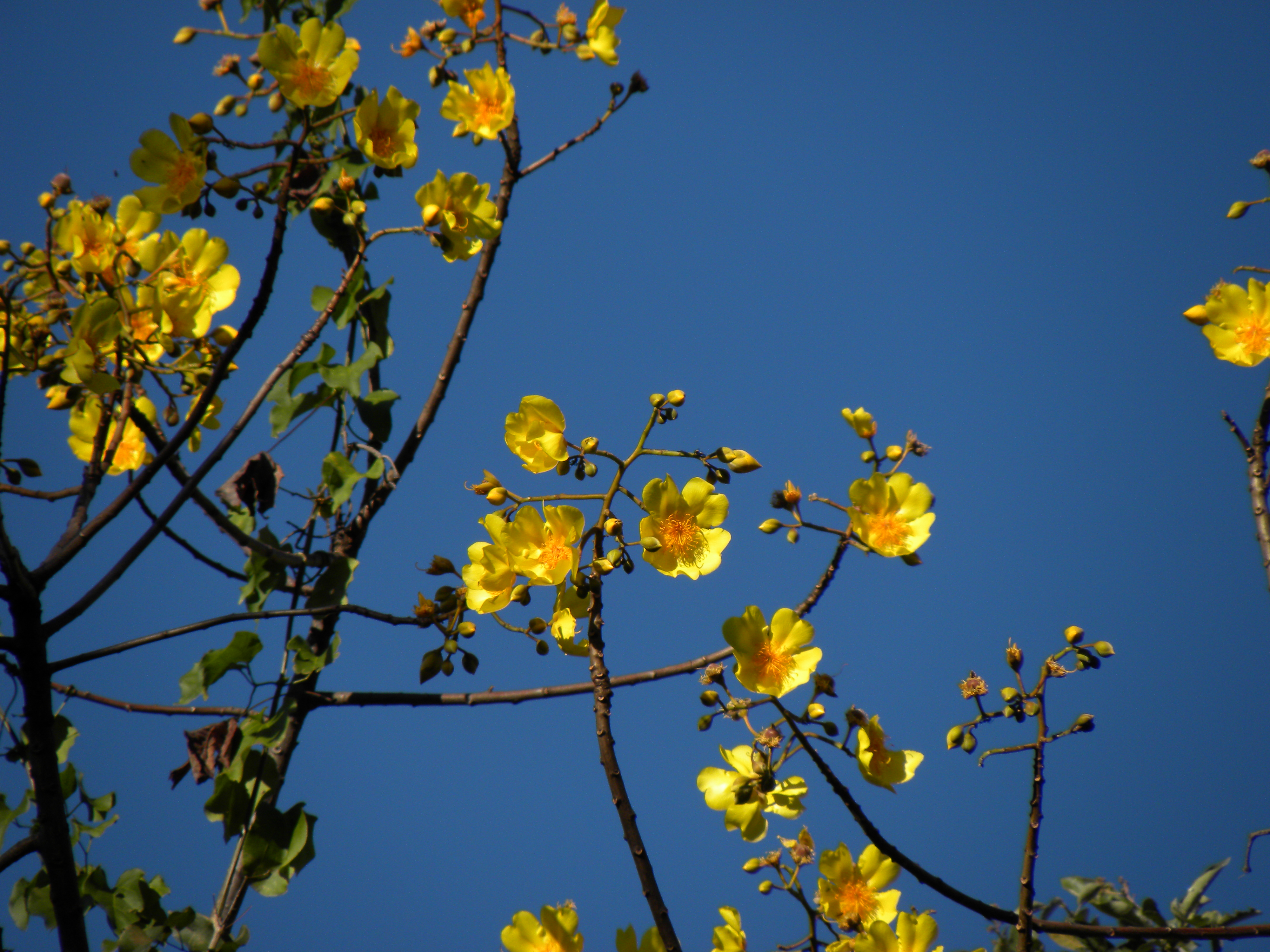
Die Blütezeit liegt vor oder während der neue Blattaustrieb erfolgt

### Vegetative Merkmale
Der Butterblumenbaum wächst als laubabwerfender Baum und erreicht Wuchshöhen von 10 bis über 12 Metern. Er bildet eine offene, ausladender Baumkrone und ist oft mehrstämmig, mit nur wenigen Ästen. 
Die wechselständig an den Zweigen angeordneten Laubblätter sind in Blattstiel und -spreite gegliedert sowie bis zu 30 cm lang. Der Blattstiel ist relativ lang. Die glänzende, tiefgrüne Blattspreite ist tief handförmig gelappt bis gespalten mit drei, fünf oder sieben elliptischen Blattlappen. Vor dem Laubfall während der Trockenzeit werden die Laubblätter dunkelrot. Die Lappen sind fast ganzrandig bis gesägt oder gekerbt und spitz bis zugespitzt.

### Generative Merkmale
Die Blütezeit liegt vor oder während der Laubentfaltung und reicht in Mexiko von Dezember bis Februar, oder beginnt mit dem Laubfall zur mittelamerikanischen Trockenzeit und reicht von Januar bis April. Ein Exemplar blüht über sechs Wochen, wobei sich jeden Tag nur wenige Blüten öffnen. Wenige Blüten stehen in endständigen, lockeren, rispigen bis traubigen Blütenständen zusammen. 
Die zwittrigen, fünfzähligen und gestielten, großen Blüten sind bei einem Durchmesser von 8 bis 12 Zentimetern radiärsymmetrisch und becherförmig mit doppelter Blütenhülle. Die Blüten sehen Hahnenfuss-Blüten etwas ähnlich, daher einige Trivialnamen. Die fünf Kelchblätter sind grün-violett. Die fünf Kronblätter sind leuchtend gelb. Die zahlreichen kurzen Staubblätter sind orangefarbenen.
Die mit einer Länge von etwa 10 Zentimetern und einem Durchmesser von 7–8 Zentimetern rundlichen Kapselfrüchte mit samtiger Oberfläche öffnen sich mit drei bis fünf Klappen und enthalten hunderte Samen. Die nierenförmigen, schwarzen Samen sind von seidigen, silbrig-weißen, glänzenden Samenhaaren umgeben, die der Windausbreitung dienen.

## Vorkommen
Der Butterblumenbaum ist in Mittelamerika, von Mexiko bis Panama, und im nördlichen Südamerika weitverbreitet. Er kommt in seiner Heimat im feuchten und trockenen Biotopen des Tieflandes und in Bergen in Höhenlagen von bis zu 1000 Metern vor.

## Nutzung
Der Butterblumenbaum wird wegen seiner auffallenden, großen Blüten in den Tropen als Zierbaum gepflanzt. 
Aus seiner Rinde können Fasern zur Produktion von Seilen gewonnen werden. Ein aus der Rinde gewonnener Saft kann bei der Herstellung von Chicha (Maisbier) benutzt werden. Die Samenhaare können zur Füllung von Matratzen und Kissen Verwendung finden, daher der Trivialname Wilde Baumwolle.

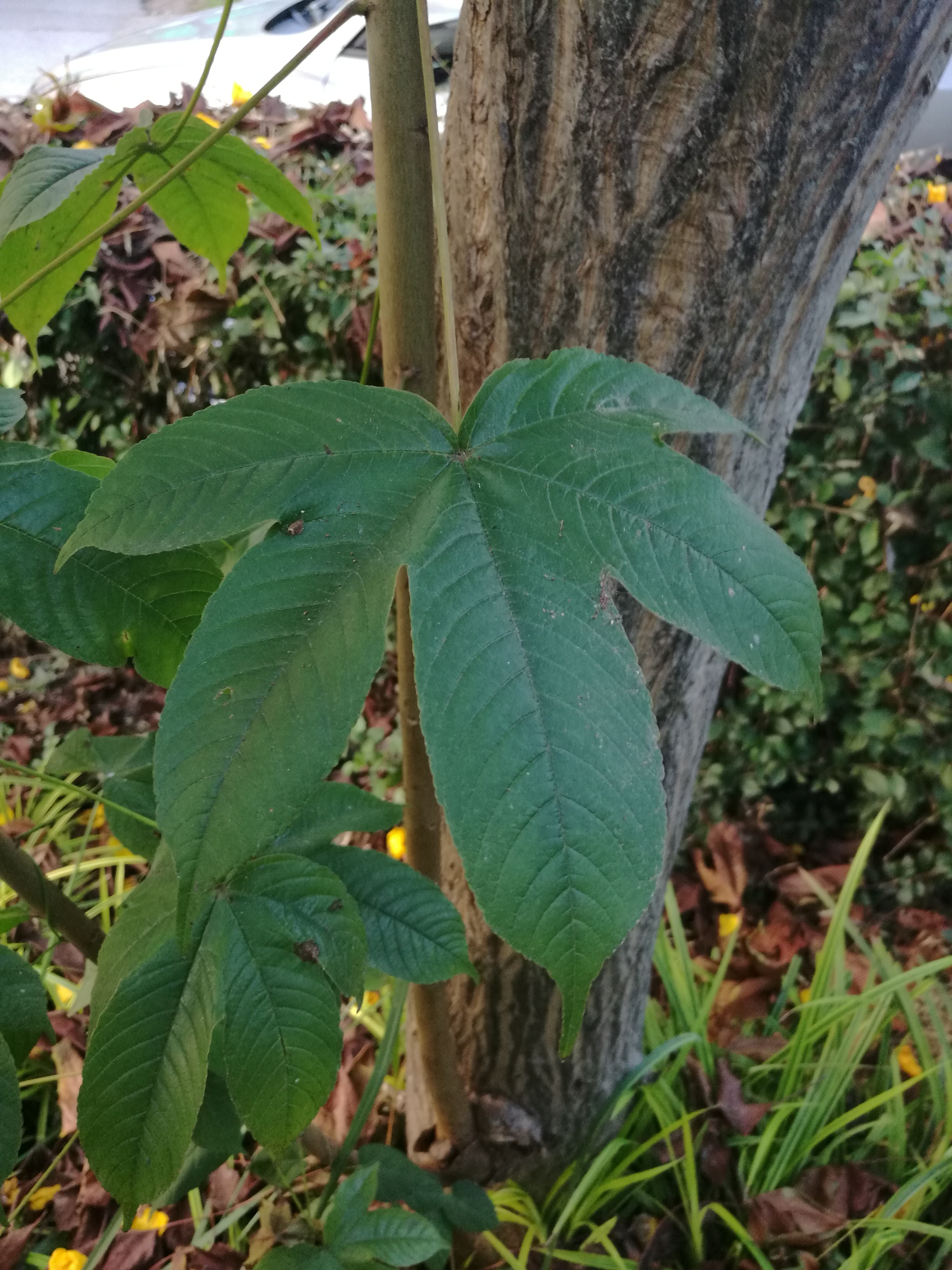
Stamm mit einzelnem Blatt
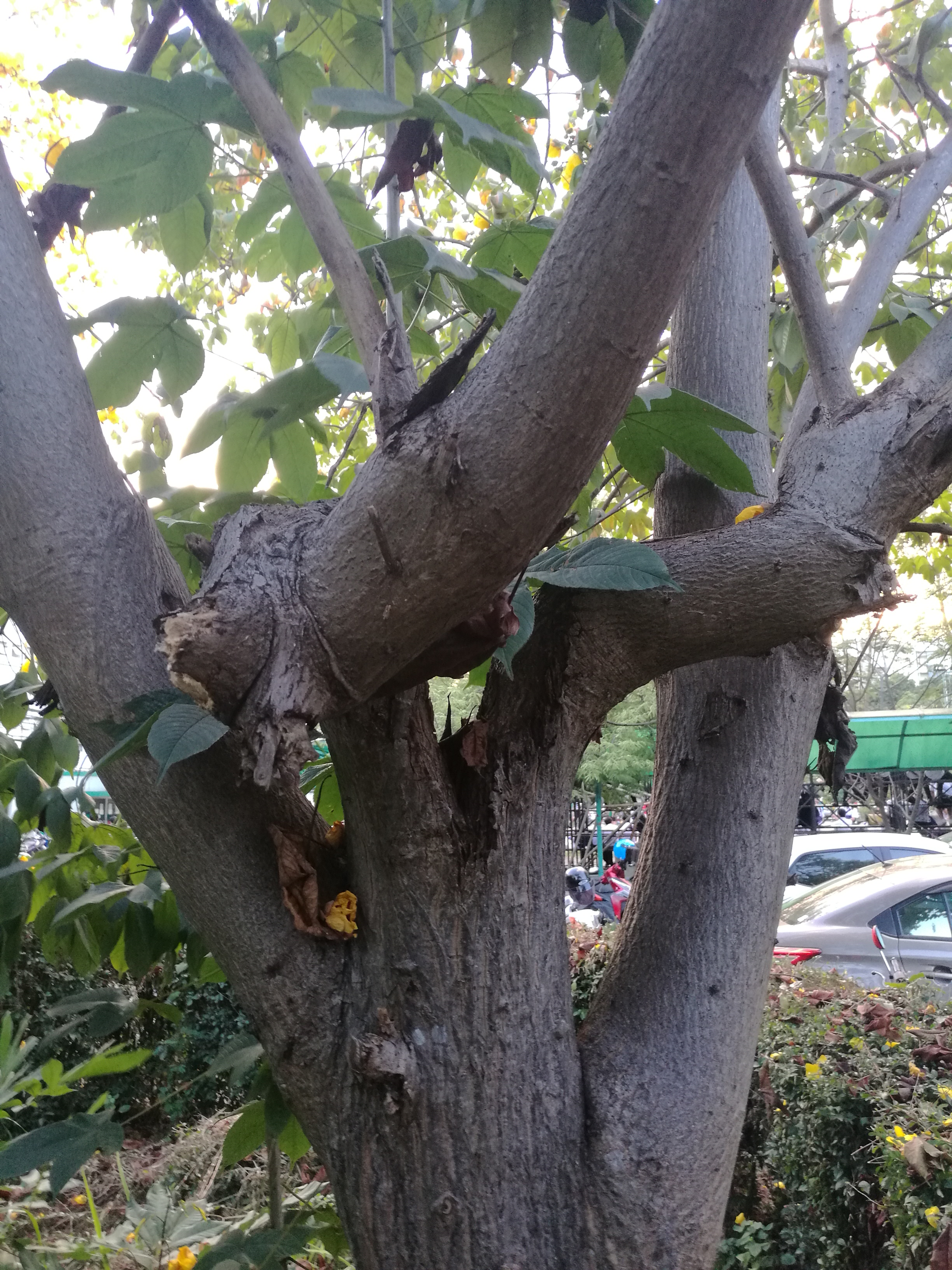
Stamm mit Borke
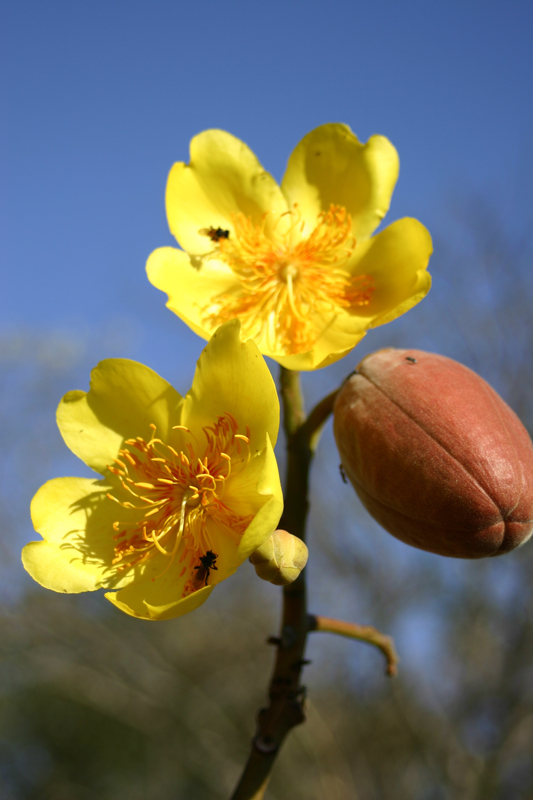
Blüten und Kapselfrucht
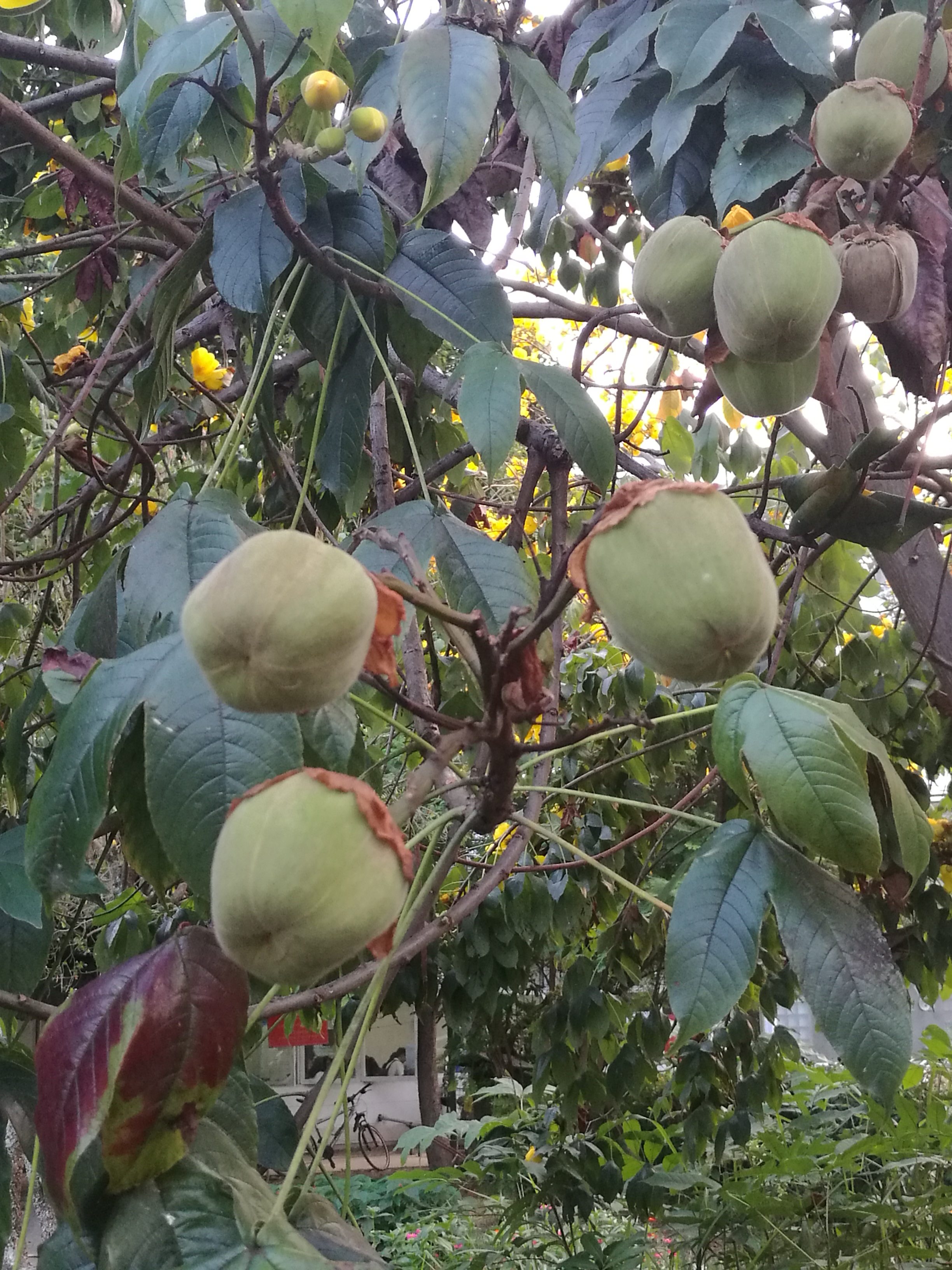
Unreife Früchte